# Melicertissa clavigera
Melicertissa clavigera är en nässeldjursart som beskrevs av Ernst Haeckel 1879. Melicertissa clavigera ingår i släktet Melicertissa och familjen Laodiceidae. Inga underarter finns listade i Catalogue of Life.